# Jardín de plantas ornamentales de Chongqing
El Jardín de plantas ornamentales de Chongqing (en chino, 重庆市花卉园 (四川)) o en pinyin, Chóngqìng shì huāhuì yuán, es un parque y jardín botánico de 162  hectáreas de extensión que se encuentra próximo a la ciudad de Chongqing en China.
Depende administrativamente del Departamento de paisajes y jardines de Chongqing. 
El código de identificación internacional del Jardín de plantas ornamentales de Chongqing, así como las siglas de su herbario es CHOQI.

## Localización
El "Jardín de plantas ornamentales de Chongqing", se encuentra situado a 44 km del Aeropuerto internacional de Chongqing.
Jardín de plantas ornamentales de Chongqing Parks and Landscape Bureau of Chongqing, Longxi Town, Chongqing, Jiangbei County, Sichuan 631147, China.
Planos y vistas satelitales.29°33′9.72″N 106°32′44.88″E / 29.5527000, 106.5458000
- Altitud 439 - 550 m s. n. m.
- Temperatura media anual 18.7 °C
- Promedio de lluvia anual 1800 mm.

## Historia
En 1981 a "Oficina Municipal de Parques de Chongqing" para hacer estudios de aclimatación de plantas ornamentales hace una expropiación de 200 hectáreas de terreno en el Condado de Jiangbei en el norte de Chongqing, para establecer el "Vivero Municipal de plantas ornamentales de Chongqing".
En 1987 impulsado por el profesor Lai Li del Instituto de Botánica de Pekín, se decidió de abrir una rama de investigación en Chongqing.
El "Jardín de plantas ornamentales de Chongqing", con fines de investigación de utilizar nuevas plantas endémicas chinas (tal como Primulas) como plantas ornamentales en las ciudades, fue creado en los antiguos viveros en 1989.

## Colecciones
Entre las colecciones especiales que alberga, son de destacar:
- Colección de Camelias,
- Colección de Manzanos silvestres ornamentales.
- Colección de Rhododendron.
- Colección de plantas de sombra con Hostas,
- Colecciones de Chaenomeles, Meratla y Lagerstroemia,
- Colección de Primulas,
- Begonia,
- Hemerocallis

## Servicios
- Salas de exposiciones
- Restaurantes
- Puestos de venta
- Pared de escalada
- Tirolíneas
- Red de senderos